# Płutniki
Płutniki (deutsch Plötnick) ist ein Ort in der polnischen Woiwodschaft Ermland-Masuren und gehört zur Gmina Korsze (Stadt- und Landgemeinde Korschen) im Powiat Kętrzyński (Kreis Rastenburg).

## Geographische Lage
Płutniki liegt in der nördlichen Mitte der Woiwodschaft Ermland-Masuren, neun Kilometer nordwestlich der Kreisstadt Kętrzyn (deutsch Rastenburg).

## Geschichte
Das nach 1772 Plettnicken, um 1785 Pletnicken, auch Plötnicken und vor 1871 Adlig Plötnick genannte kleine Dorf bestand im Wesentlichen aus einem großen Gut. Im Jahre 1820 ist Plötnick „ein adliges Vorwerk mit sechs Feuerstellen und 109 Einwohnern“.
Am 30. April 1874 kam der Gutsbezirk Plötnick zum Amtsbezirk Lamgarben (polnisch Garbno), wurde dann mit seinen Ortsteilen Groß Altendorf  (polnisch Starynia) und Eberstein (Dzikowina) am 8. August 1901 in den Amtsbezirk Tolksdorf (polnisch Tołkiny) umgegliedert. Beide Amtsbezirke gehörten zum Kreis Rastenburg im Regierungsbezirk Königsberg in der preußischen Provinz Ostpreußen. 344 Einwohner zählte der Gutsbezirk Plötnick im Jahre 1910.
Am 30. September 1928 gab Plötnick seine Eigenständigkeit auf und schloss sich mit dem Gutsbezirk Tolksdorf zur neuen Landgemeinde Tolksdorf zusammen.
Plötnick wurde 1945 in Kriegsfolge mit dem gesamten südlichen Ostpreußen an Polen überstellt und erhielt die polnische Namensform „Płutniki“. Heute ist es eine Ortschaft innerhalb der Stadt- und Landgemeinde Korsze (Korschen) im Powiat Kętrzyński (Kreis Rastenburg), bis 1998 der Woiwodschaft Olsztyn, seither der Woiwodschaft Ermland-Masuren zugeordnet.

## Kirche
Bis 1945 war Plötnick in die evangelische Kirche  Lamgarben (polnisch Garbno) in der Kirchenprovinz Ostpreußen der Kirche der Altpreußischen Union sowie in die katholische Kirche Rastenburg (polnisch Kętrzyn) im Bistum Ermland eingepfarrt.
Heute gehört Płutniki zur evangelischen Johanneskirche Kętrzyn in der Diözese Masuren der Evangelisch-Augsburgischen Kirche in Polen sowie zur katholischen Pfarrei Garbno (Lamgarben) im jetzigen Erzbistum Ermland.

## Verkehr
Płutniki liegt unweit der Woiwodschaftsstraße 592 an einer Nebenstraße, die von Starynia (Groß Altendorf) nach hier führt. Die nächste Bahnstation ist Tołkiny (Tolksdorf) an der Bahnstrecke Białystok–Ełk–Korsze.